# Halomitra pileus
Halomitra pileus är en korallart som först beskrevs av Carl von Linné 1758.  Halomitra pileus ingår i släktet Halomitra och familjen Fungiidae. IUCN kategoriserar arten globalt som livskraftig. Inga underarter finns listade i Catalogue of Life.

## Bildgalleri

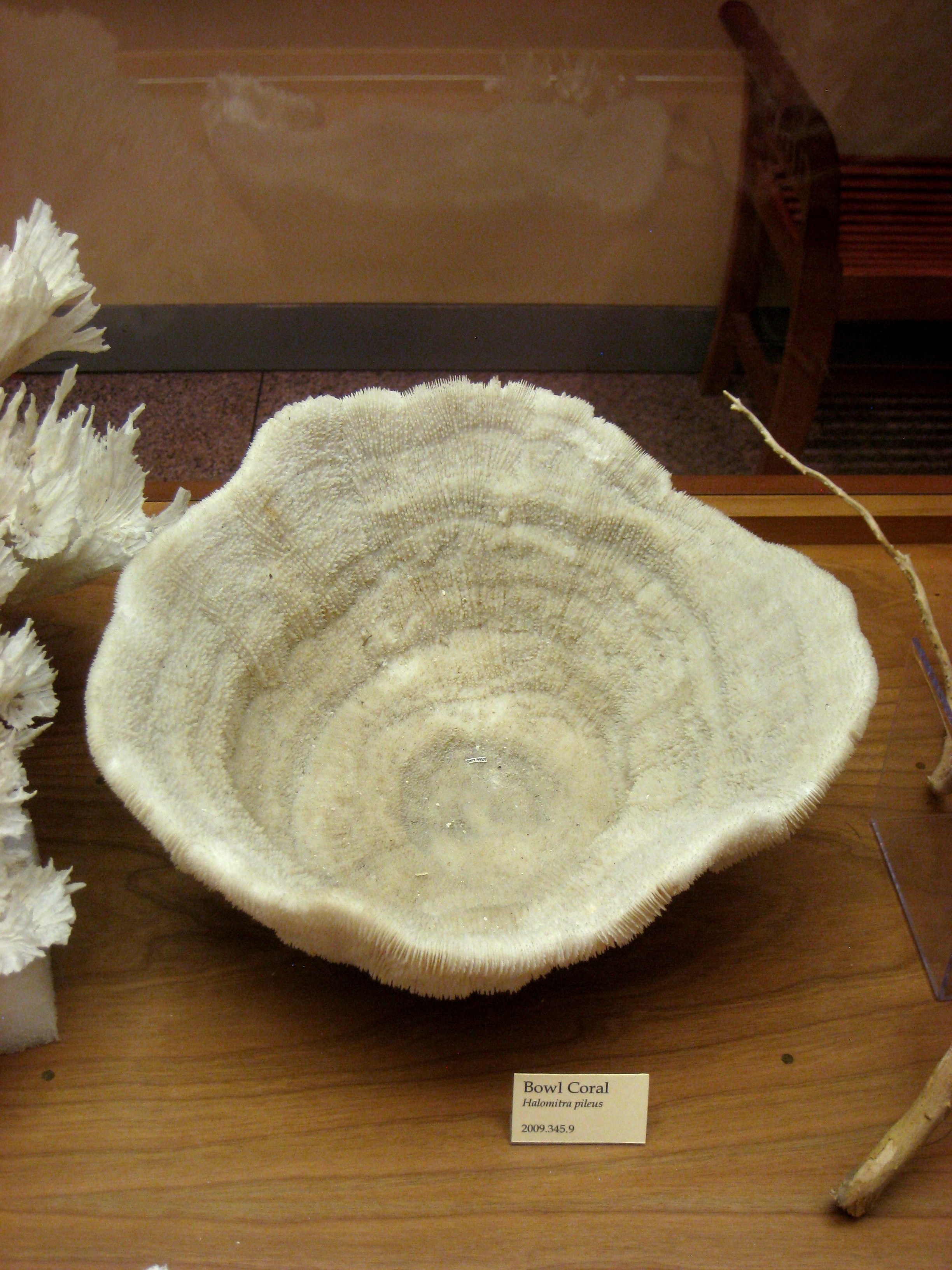
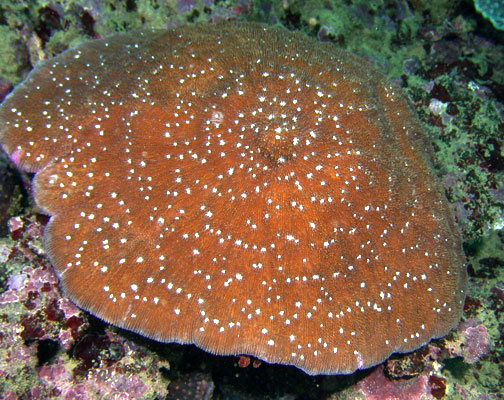
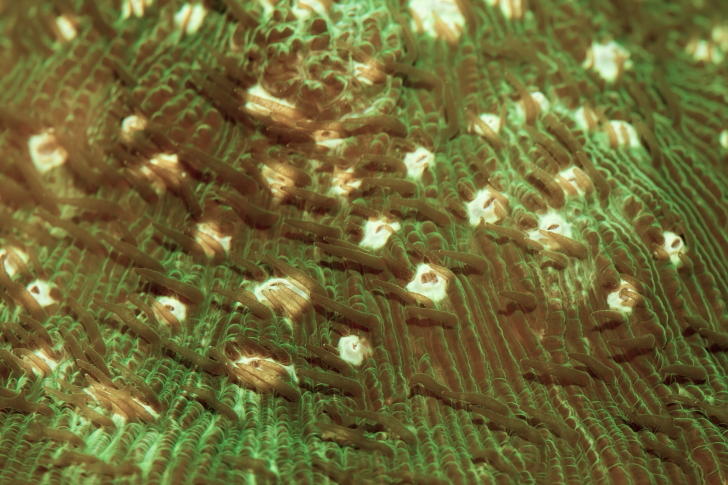
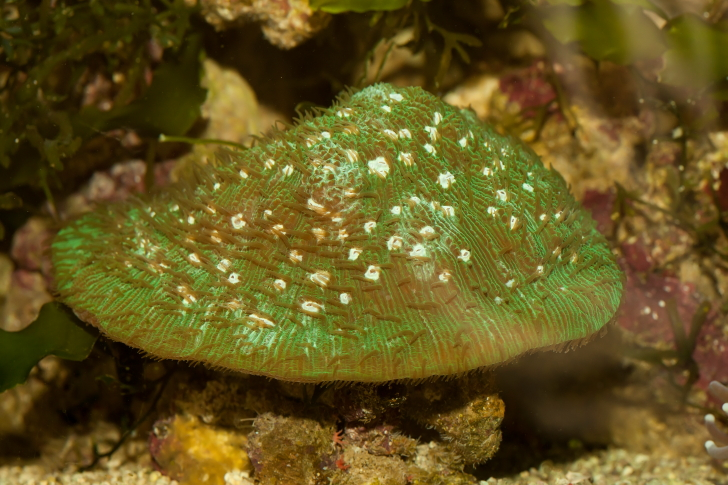